# Волво S60
Волво S60 (швед. Volvo S60) је компактни аутомобил средње класе који производи шведски произвођач аутомобила Волво од 2000. године. Тренутно се производи у трећој генерацији.

## Историјат
Лансиран је 2000. године како би заменио модел S70. Од 2010. године производи се у караванској верзији под називом Волво V60, тренутно се производи у другој генерацији. Конкуренти су му Ауди А4, BMW серија 3, Мерцедес-Бенц Ц-класа, али и Фолксваген пасат, Лексус IS, Инфинити Q50, Јагуар XE, Алфа ђулија и Шкода октавија.

### Прва генерација (2000−2009)
S60 је изграђен на Волво П2 платформи, која се делила са другим Волво моделима попут S80, V70, XC70 и на крају XC90. Кад се појавио представљао је нову генерацију спортске лимузине. Имао је за циљ да се такмичи са BMW серије 3 (E46) и Мерцедесом Ц класе (W203). За разлику од својих ривала, Волво S60 је наставио производњу девет година са вишеструким рестајлинзима. S60 је освежен 2005. године, када је спољашност допуњена бочним лајснама у боји каросерије и одбојницима са хромираним облогама, као и новим предњим светлима. Унутрашњост је такође добила неке надоградње, са новим седиштима, украсима и ажурираном централном конзолом. Рестајлинг је урађен и 2008. године.
Са дужином од 4.581 мм, ширином од 1.813 мм и висином од 1.433 мм S60 је нудио довољно простора у унутрашњости и за превоз петоро путника на дужим путовањима. За разлику од конкуренције који користе четвороцилиндричне или шестоцилиндричне моторе, S60 користи петоцилиндричне моторе. Почетни мотор у понуди је 2.0 Т бензински мотор са 180 КС, 2.4 Т бензински мотор са 200 КС, 2.3 Т5 бензински мотор са 250 КС. Године 2007. понуђен је S60 R са 300 КС. Од дизел мотор имао је: 2.4 Д5 мотор са 163 КС и Д5 мотор са 185 КС доступан од 2005. године. Запремина пртљажника код S60 је 425 литара. Волво S60 је на европским тестовима безбедности освојио је највишу оцену.

### Друга генерација (2010−2018)
Званичне фотографије друге генерације су објављене у новембру 2009. године, а аутомобил је јавности представљен на сајму аутомобила у Женеви у марту 2010. године. Друга генерација је започела производњу у Генту, у Белгији, 17. маја 2010. године.
Значајну улогу код S60 игра дизајн, који је видно другачији од досадашњих конзервативних решења Волвоа, али је задржао шведску препознатљивост, уз наглашену дозу динамике. Много је уложено у развој шасије и систем амортизера, што је у пракси резултирало врло динамичним возним особинама, а као основа, коришћена је продужена платформа мондеа, на којој су извршене модификације.
У понуди су се нашле две варијанте шасије, Dynamic и Comfort, а разликују се по системима амортизера. Dynamic је стандардна опрема на европском тржишту, док је Comfort опционалан. Унапређен је и управљачки систем, који је директнији и бржи него на претходном моделу што додатно подиже ужитак при вожњи. S60 је опремљен системом за спречавање налета на пешака (Pedestrian Detection), као и системом за спречавање судара, када аутомобил почне да сам кочи.
Рестајлинг је урађен 2014. године. Уграђивали су се бензински мотори од 1.5 (122 КС), 1.6 (150 и 180 КС), 2.0 (152, 180, 190, 203, 240, 245, 306 и 367 КС), 3.0 (304 КС) и дизел мотори од 1.6 (114 КС), 2.0 (120, 136, 150, 163, 181, 190 и 225 КС), 2.4 (190, 205 и 215 КС).

### Трећа генерација (2018−)
Трећа генерација S60 представљена је јуна 2018. године у првој фабрици Волвоа у САД, у Риџвилу у Јужној Каролини, где се овај аутомобил и производи. Дизајнерски, S60 се надовезује на, за број већи, Волво S90, а користи и заједничку, модуларну СПА (Scalable Product Architecture) механичку платформу.
Дизајн путничке кабине је стилски прецизан и делује луксузно. Као и у свим Волво моделима, на врху централне конзоле доминира велики, 9-инчни екран осетљив на додир, који је за разлику од већине аутомобила других произвођача оријентисан вертикално, као код сматрфона. Листа система асистенције је дугачка, а S60 има исту понуду савремених безбедносних технологија као већи модели из серије 90 и Волво XC60. Међу њима је „City Safety” систем за безбеднију вожњу у градским условима, при мањим брзинама, који садржи функцију аутоматског кочења у случају да се аутомобил превише приближи другом возилу испред, ту је и систем за избегавање пешака, животиња и препрека на путу. Поред тога, S60 је опремљен и „Pilot Assist” технологијом полу-аутономне вожње, која функционише при брзинама до 130 km/h и која возачу олакшава дуга путовања ауто-путем.
У понуди нема дизел мотора. Са друге стране, потврђена је посвећеност Волвоа електрификацији погонске гаме увођењем две хибридне верзије.